# 1993-as Fonogram díj átadása
Az 1993-as Arany Zsiráf-díjkiosztó

## Az év hazai albuma
Rapülők - Rapülők (Magneoton)
- Hobo Blues Band - Kocsmaopera (Zebra)
- LGT - Búcsúkoncert (Aréna)
- Somló Tamás - Somló (Rózsa)
- Tátrai Band - Kísértés (Hungaroton-Gong)

## Az év felfedezettje
Rapülők - Rapülők (Magneoton)
- After Crying - Megalázottak és megnyomorítottak (EMI-Quint)
- Gerendás Péter - 908 (Hungaroton-Gong)
- Kortársak - Hátsó ajtó a mennyországba (Hungaroton-Gong)
- Sex Axtion - Sex Action (Nagyferó Produkció)

## Az év hazai hangfelvétele
Dolák-Saly Róbert - Láthatatlan ég (Zebra)
- Bonanza Banzai - Elmondatott (Hungaroton-Gong)
- LGT - Búcsúkoncert (Aréna)
- Rapülők - Rapülők (Magneoton)
- Tátrai Band - Kísértés (Hungaroton-Gong)

## Az év hazai lemezborítója
Sex Action - Sex Action (Nagyferó Produkció)
- Bonanza Banzai - Elmondatott (Hungaroton-Gong)
- Hobo Blues Band - Kocsmaopera (Zebra)
- LGT - Búcsúkoncert (Aréna)
- Rapülők - Rapülők (Magneoton)

## Az év hazai videóklipje
Pierrot - Nekem senki sem hegedül (MusicDome)
- Bonanza Banzai - Elmondatott (Hungaroton-Gong)
- Piramis - Szállj fel magasra (Hungaroton-Gong)
- Rapülők - Rapülők (Magneoton)
- Zoltán Erika - Mindent a szemnek (Magneoton)

## Az év koncertje
Bonanza Banzai
- Demjén Ferenc
- Koncz Zsuzsa
- LGT
- Metro
- Piramis

## Az év külföldi koncertje itthon
Emerson, Lake & Palmer
- Eric Burdon
- Joe Cocker
- Erasure
- Guns N’ Roses
- Roxette

## Az év külföldi albuma itthon
Annie Lennox - Diva (BMG)
- Eric Clapton - 24 Nights (Live) (MMC)
- Doors - Doors (MMC)
- Genesis - We Can’t Dance (MMC)
- Brian May - Back To The Light (Warner)
- U2 - Achtung Baby (MMC)

## Az év külföldi videóklipje itthon
Michael Jackson - Black Or White (MMC)
- Genesis - We Can’t Dance (MMC)
- Guns N’ Roses - November Rain (MMC)
- Annie Lennox - Diva (BMG)
- Vaya Con Dios - Time Flies (BMG)